# جائزة النمسا الكبرى 1999
جائزة النمسا الكبرى 1999 هو سباق فورمولا 1 أقيم بتاريخ 25 يوليو 1999 في ستيفن سبيلبرغ، شتايرمارك، النمسا. كان التاسع من أصل 16 في بطولة العالم لسباقات الفورمولا واحد موسم 1999. حلّ البريطاني إدي إيرفين أولا بينما جاء البريطاني ديفيد كولتهارد في المركز الثاني وحصل على المركز الثالث الفنلندي ميكا هاكينن.